# Kill-Switch (Tontechnik)
Ein Kill-Switch ist eine technische Einrichtung für elektrische Gitarren, welche einen Staccato-Klangeffekt, also ein „Stottern“ des Tons, ermöglicht. Der Name stammt aus dem englischen Wort für Notschalter, auch Totmannschaltung, dessen Prinzip zweckfremd angewandt wird.
Ursprünglich wird dieser Effekt auf Gitarren mit zwei voneinander unabhängig in der Lautstärke regelbaren Tonabnehmern realisiert, indem einer der Tonabnehmer lautlos geschaltet wird. Nun kann die Anschlagshand den Rhythmus durch Betätigen des Tonabnehmerwahlschalters erzeugen, während die Greifhand Hammerings spielt.
Andere Realisationsmöglichkeiten bietet zum Beispiel der Einsatz eines Drucktasters, welcher in gedrückter Stellung die Signalleitung auf Masse schaltet, wodurch der Ton aussetzt.
Gitarristen wie Tom Morello (Rage Against the Machine, Audioslave) oder Brian „Buckethead“ Caroll spielen oft auf diese Weise, und auch bereits bei Jimi Hendrix oder David Gilmour ist diese Technik zu beobachten.
Bei DJ-Mischpulten wird als Kill-Switch die Funktion bezeichnet ein Frequenzband des Equalizers mittels eines Kippschalters wegzuschalten.